# Aborto Elétrico
Aborto Elétrico foi uma banda de punk rock brasileira que esteve na ativa entre 1978 e 1981. Segundo uma entrevista concedida à MTV Brasil, o próprio Renato Russo relata quando questionado sobre a formação do Aborto Elétrico: "O Aborto Elétrico era uma banda que o André Pretorius iria formar com o André Müller e o Fê Lemos". Entretanto, sua formação original contava com Renato Russo (baixo), André Pretorius (guitarra) e Fê Lemos (bateria). Foi feito um show de despedida em março de 1982.
A banda fez parte da Turma da Colina, movimento de bandas de Brasília fundado no fim dos anos 70, ao lado de bandas como Os Paralamas do Sucesso e Plebe Rude. O Aborto Elétrico foi a banda responsável pelo surgimento das bandas Capital Inicial e Legião Urbana, ambas em 1982, após frequentes desentendimentos entre Fê Lemos e Renato Russo. Foi nessa época que várias músicas do repertório do Capital Inicial e da Legião Urbana foram compostas, como "Que País é Esse?", da Legião Urbana e "Veraneio Vascaína", do Capital Inicial.

## Nome
Segundo Fê Lemos: "A gente tava na Colina sentado no chão, pensando qual seria o nome da nossa banda. Eu tava com um negócio de elétrico na cabeça e alguém falou comigo tijolo elétrico. Aí o André Pretorius falou: não, Aborto Elétrico".

## História
A banda teve início em Brasília, em meados de 1978, no início do processo de abertura política que botou fim no regime militar. Aos 16 anos, Fê Lemos, filho de um professor da Universidade de Brasília, voltara de uma estadia na Inglaterra com os pais para morar num conjunto de quatro prédios com vista para o Lago Norte, apelidado de "Prédios da Colina". Os apartamentos eram espaçosos e serviam de residência para os professores.
No mesmo ano Renato conheceu André Pretorius, que andava na cidade vestido de punk e era filho de um diplomata na África do Sul. Fê e Pretorius haviam combinado de montar uma banda com André Muller, que estava morando na Inglaterra. Mas Renato precipitou os acontecimentos e convidou Fê e Pretorius para formar uma banda com ele no baixo, Fê na bateria e Pretorius na guitarra. O grupo era influenciado por Sex Pistols, Gang of Four e Public Image Ltd..
A primeira música composta para a banda foi "I Want to Be a Junkie", de autoria de Renato Russo (apesar de nunca ter visto drogas realmente pesadas) e começou a compor o repertório do grupo logo depois. Os ensaios do Aborto Elétrico aconteciam na própria Colina e o primeiro show foi em 11 de janeiro de 1980, no Centro Comercial Gilberto Salomão, em um barzinho chamado Só Cana.
Era um show instrumental (Renato não cantava). André Pretorius quebrou a palheta e cortou os dedos nas cordas (mesmo com a mão sangrando seguiu tocando). Foi o único show do Aborto Elétrico com Pretorius na guitarra. Logo depois do show acabou indo para a África do Sul servir ao exército de lá, pois estava envolvido na manutenção do Apartheid.
Nos colégios de Brasília a notícia do show correu e os playboys da cidade não gostaram. Quando as turmas se encontravam sempre havia briga. Logo, outros garotos seguiriam os passos do Aborto Elétrico, formando bandas e detonando o fenômeno musical do rock de Brasília. Flávio Lemos, irmão de Fê, assumiu o baixo no Aborto Elétrico e Renato assumiu a guitarra.
Os ensaios aconteciam na nova casa de Fê e Flávio no Lago Norte. Essa mudança para o Lago Norte também marca o começo do fim da turma da Colina, que passou a ter um novo ponto de encontro. Na casa de Fê, cercada por árvores do cerrado, a turma fazia camisetas, cartazes e música. Renato sempre chegava com a ideia das letras e os acordes na guitarra.
Ainda em 1980, Pretorius voltou para umas férias em Brasília e participou dos ensaios cruciais para a criação de "Música Urbana", "Que País é Esse?", "Veraneio Vascaína", "Conexão Amazônica" e "Baader-Meinhof Blues". O auge do Aborto Elétrico aconteceu em 1981. Foram vários shows com outras novas bandas de Brasília, todas originárias de alguma forma da Colina: Blitx 64, Plebe Rude, formada pelo André Muller, Fusão, 5ª Coluna. No meio do ano Ico Ouro Preto assumiu a guitarra do Aborto Elétrico e Renato passou a se ocupar apenas dos vocais.
No mesmo ano começa o declínio da banda. Aconteceram várias brigas entre Fê e Renato, incluindo um episódio em que Fê arremessou suas baquetas em Renato. Em 14 de dezembro de 1981 fizeram um show em uma cidade do Distrito Federal e houve um desentendimento entre os dois. Segundo Fê Lemos, esse não foi o fim derradeiro da banda. Ele e Flávio foram até a casa de Renato e ficaram insistindo para que eles continuassem como uma banda, até que Renato se convenceu e voltaram às atividades.

### Após o Aborto Elétrico
Três meses depois, em março de 1982 era decretado o fim do Aborto Elétrico. Mesmo sem Renato Russo, Fê tentou manter o Aborto Elétrico. Afinal, eles já tinham uma certa fama no circuito alternativo de Brasília. Como numa despedida oficial, Fê chamou Renato para uma última apresentação com o grupo. Renato foi e o Aborto Elétrico teve a sua derradeira aparição. Seis meses depois do fim da banda, Fê e Flávio, juntamente com Dinho Ouro Preto, formam a banda Capital Inicial.
Após a separação do Aborto Elétrico, Renato Russo decide tocar sozinho, fazendo shows acompanhado de um violão de 12 cordas, intitulando-se "O Trovador Solitário". Dessa época, nascem músicas com um estilo mais folk, como "Faroeste Caboclo", "Eduardo e Mônica", "Dado Viciado", "Música Urbana 2" entre outras. Mas Renato não queria seguir sozinho. Ele achava que era importante ter uma banda no mundo do rock. No mesmo ano, Renato formou a Legião Urbana juntamente com Eduardo Paraná, Marcelo Bonfá e Paulo Paulista.
Em 1988, André Pretorius morreu aos 27 anos, devido a uma overdose de heroína, na Alemanha.

## Legado
Parte de seu repertório foi esquecida, e a outra parte foi dividida entre Capital Inicial e Legião Urbana.
Em 2005, o Capital Inicial lançou o álbum MTV Especial: Aborto Elétrico, com dezoito canções do repertório do Aborto Elétrico, quatro que já haviam sido gravadas pelo Capital Inicial, cinco que já haviam sido gravadas pela Legião Urbana e mais nove inéditas.

## Ex-integrantes
- Fê Lemos: bateria (1978 - 1981)
- Renato Russo: baixo (1978 - 1979), guitarra (1979 - 1980) e vocal (1979 - 1981)
- André Pretorius: guitarra (1978 - 1979, 1980)
- Flávio Lemos: baixo (1979 - 1981)
- Ico Ouro-Preto: guitarra (1981)